# Isotopes du baryum
Le baryum (Ba, numéro atomique 56) possède 40 isotopes connus de nombre de masse variant entre 114 et 153, et dix isomères nucléaires. Parmi eux, six isotopes sont stables, 132Ba, 134Ba, 135Ba, 136Ba, 137Ba et 138Ba, et un radioisotope primordial a une très longue période, 130Ba.
Ces sept isotopes représentent la totalité du baryum naturel, le plus abondant étant 138Ba (71,7 %). La masse atomique standard attribuée au baryum est de 137,327(7) u.
Parmi les 33 radioisotopes artificiels, les plus stables sont 133Ba avec une demi-vie de 10,51 années, 131Ba (11,5 jours) et 137mBa (2,55 minutes), qui est le produit de désintégration du césium 137 (un produit de fission courant avec une demi-vie de 30,17 années). Tous les autres radiodisotopes ont des demi-vies de quelques minutes à quelques millisecondes.
Les isotopes plus légers que les isotopes stables se désintègrent principalement par émission de positron (β+) en isotopes du césium. Les seules exceptions sont 130Ba qui se désintègre par double capture électronique en 130Xe et 133Ba qui se désintègre par capture électronique en 133Cs. Les radioisotopes plus lourds se désintègrent eux principalement par désintégration β− en isotopes du lanthane.
Il a été prédit que le baryum 114 pouvait subir une désintégration par émission de clusters, émettant un noyau stable de 12C et produisant 102Sn. Cette désintégration n'a cependant jamais été observée ; la limite supérieure du ratio pour cette voie de désintégration radioactive est de 0,0034 %.

## Isotopes notables

### Baryum naturel
Le baryum naturel est constitué des six isotopes stables 132Ba, 134Ba, 135Ba, 136Ba, 137Ba et 138Ba, et de l'isotope quasi stable 130Ba. On soupçonne également 132Ba d'être très légèrement radioactif, avec une demi-vie supérieure à 300 × 1018 années, mais aucune désintégration n'a encore été observée.
| Isotope | Abondance (pourcentage molaire) |
| ------- | ------------------------------- |
| 130Ba   | 0,106 (1) %                     |
| 132Ba   | 0,101 (1) %                     |
| 134Ba   | 2,417 (18) %                    |
| 135Ba   | 6,592 (12) %                    |
| 136Ba   | 7,854 (24) %                    |
| 137Ba   | 11,232 (24) %                   |
| 138Ba   | 71,698 (42) %                   |

### Baryum 130
Le baryum 130 a été récemment découvert instable par des méthodes géochimiques (par analyse de la présence dans les roches de son isotope-fils, le xénon 130). Cet isotope se désintègre par double capture électronique (absorbant deux électrons et émettant deux neutrinos) avec une demi-vie de (0,5-2,7) × 1021 années (environ cent milliards de fois l'âge de l'univers)

## Table des isotopes
| Symbole de l'isotope | Z (p)                | N (n)                | Masse isotopique (u) | Demi-vie                     | Mode(s) de désintégration, | Isotope(s)-fils | Spin nucléaire |
| Symbole de l'isotope | Énergie d'excitation | Énergie d'excitation | Énergie d'excitation | Demi-vie                     | Mode(s) de désintégration, | Isotope(s)-fils | Spin nucléaire |
| -------------------- | -------------------- | -------------------- | -------------------- | ---------------------------- | -------------------------- | --------------- | -------------- |
| 114Ba                | 56                   | 58                   | 113,95068(15)        | 530(230) ms [0,43(+30−15) s] | β+, p (99,59 %)            | 113Xe           | 0+             |
| 114Ba                | 56                   | 58                   | 113,95068(15)        | 530(230) ms [0,43(+30−15) s] | α (0,37 %)                 | 110Xe           | 0+             |
| 114Ba                | 56                   | 58                   | 113,95068(15)        | 530(230) ms [0,43(+30−15) s] | β+ (0,04 %)                | 114Cs           | 0+             |
| 114Ba                | 56                   | 58                   | 113,95068(15)        | 530(230) ms [0,43(+30−15) s] | DC (<0,0034 %)             | 102Sn, 12C      | 0+             |
| 115Ba                | 56                   | 59                   | 114,94737(64)#       | 0,45(5) s                    | β+                         | 115Cs           | (5/2+)#        |
| 115Ba                | 56                   | 59                   | 114,94737(64)#       | 0,45(5) s                    | β+, p                      | 114Xe           | (5/2+)#        |
| 116Ba                | 56                   | 60                   | 115,94138(43)#       | 1,3(2) s                     | β+                         | 116Cs           | 0+             |
| 116Ba                | 56                   | 60                   | 115,94138(43)#       | 1,3(2) s                     | β+, p                      | 115Xe           | 0+             |
| 117Ba                | 56                   | 61                   | 116,93850(32)#       | 1,75(7) s                    | β+                         | 117Cs           | (3/2)(+#)      |
| 117Ba                | 56                   | 61                   | 116,93850(32)#       | 1,75(7) s                    | β+, α                      | 113I            | (3/2)(+#)      |
| 117Ba                | 56                   | 61                   | 116,93850(32)#       | 1,75(7) s                    | β+, p                      | 116Xe           | (3/2)(+#)      |
| 118Ba                | 56                   | 62                   | 117,93304(21)#       | 5,2(2) s                     | β+                         | 118Cs           | 0+             |
| 118Ba                | 56                   | 62                   | 117,93304(21)#       | 5,2(2) s                     | β+, p                      | 117Xe           | 0+             |
| 119Ba                | 56                   | 63                   | 118,93066(21)        | 5,4(3) s                     | β+                         | 119Cs           | (5/2+)         |
| 119Ba                | 56                   | 63                   | 118,93066(21)        | 5,4(3) s                     | β+, p                      | 118Xe           | (5/2+)         |
| 120Ba                | 56                   | 64                   | 119,92604(32)        | 24(2) s                      | β+                         | 120Cs           | 0+             |
| 121Ba                | 56                   | 65                   | 120,92405(15)        | 29,7(15) s                   | β+ (99,98 %)               | 121Cs           | 5/2(+)         |
| 121Ba                | 56                   | 65                   | 120,92405(15)        | 29,7(15) s                   | β+, p (0,02 %)             | 120Xe           | 5/2(+)         |
| 122Ba                | 56                   | 66                   | 121,91990(3)         | 1,95(15) min                 | β+                         | 122Cs           | 0+             |
| 123Ba                | 56                   | 67                   | 122,918781(13)       | 2,7(4) min                   | β+                         | 123Cs           | 5/2(+)         |
| 124Ba                | 56                   | 68                   | 123,915094(13)       | 11,0(5) min                  | β+                         | 124Cs           | 0+             |
| 125Ba                | 56                   | 69                   | 124,914473(12)       | 3,5(4) min                   | β+                         | 125Cs           | 1/2(+#)        |
| 126Ba                | 56                   | 70                   | 125,911250(13)       | 100(2) min                   | β+                         | 126Cs           | 0+             |
| 127Ba                | 56                   | 71                   | 126,911094(12)       | 12,7(4) min                  | β+                         | 127Cs           | 1/2+           |
| 127mBa               | 80,33(12) keV        | 80,33(12) keV        | 80,33(12) keV        | 1,9(2) s                     | TI                         | 127Ba           | 7/2−           |
| 128Ba                | 56                   | 72                   | 127,908318(11)       | 2,43(5) j                    | β+                         | 128Cs           | 0+             |
| 129Ba                | 56                   | 73                   | 128,908679(12)       | 2,23(11) h                   | β+                         | 129Cs           | 1/2+           |
| 129mBa               | 8,42(6) keV          | 8,42(6) keV          | 8,42(6) keV          | 2,16(2) h                    | β+                         | 129Cs           | 7/2+#          |
| 129mBa               | 8,42(6) keV          | 8,42(6) keV          | 8,42(6) keV          | 2,16(2) h                    | TI                         | 129Ba           | 7/2+#          |
| 130Ba                | 56                   | 74                   | 129,9063208(30)      | 1,6(±1,1)×1021 a             | Double CE                  | 130Xe           | 0+             |
| 130mBa               | 2475,12(18) keV      | 2475,12(18) keV      | 2475,12(18) keV      | 9,54(14) ms                  | TI                         | 130Ba           | 8−             |
| 131Ba                | 56                   | 75                   | 130,906941(3)        | 11,50(6) j                   | β+                         | 131Cs           | 1/2+           |
| 131mBa               | 187,14(12) keV       | 187,14(12) keV       | 187,14(12) keV       | 14,6(2) min                  | TI                         | 131Ba           | 9/2−           |
| 132Ba                | 56                   | 76                   | 131,9050613(11)      | Observé stable               | Observé stable             | Observé stable  | 0+             |
| 133Ba                | 56                   | 77                   | 132,9060075(11)      | 10,51(5) a                   | CE                         | 133Cs           | 1/2+           |
| 133mBa               | 288,247(9) keV       | 288,247(9) keV       | 288,247(9) keV       | 38,9(1) h                    | TI (99,99 %)               | 133Ba           | 11/2−          |
| 133mBa               | 288,247(9) keV       | 288,247(9) keV       | 288,247(9) keV       | 38,9(1) h                    | CE (0,0096 %)              | 133Cs           | 11/2−          |
| 134Ba                | 56                   | 78                   | 133,9045084(4)       | Stable                       | Stable                     | Stable          | 0+             |
| 135Ba                | 56                   | 79                   | 134,9056886(4)       | Stable                       | Stable                     | Stable          | 3/2+           |
| 135mBa               | 268,22(2) keV        | 268,22(2) keV        | 268,22(2) keV        | 28,7(2) h                    | TI                         | 135Ba           | 11/2−          |
| 136Ba                | 56                   | 80                   | 135,9045759(4)       | Stable                       | Stable                     | Stable          | 0+             |
| 136mBa               | 2030,466(18) keV     | 2030,466(18) keV     | 2030,466(18) keV     | 308,4(19) ms                 | TI                         | 136Ba           | 7−             |
| 137Ba                | 56                   | 81                   | 136,9058274(5)       | Stable                       | Stable                     | Stable          | 3/2+           |
| 137m1Ba              | 661,659(3) keV       | 661,659(3) keV       | 661,659(3) keV       | 2,552(1) min                 | TI                         | 137Ba           | 11/2−          |
| 137m2Ba              | 2349,1(4) keV        | 2349,1(4) keV        | 2349,1(4) keV        | 0,59(10) µs                  |                            |                 | (17/2−)        |
| 138Ba                | 56                   | 82                   | 137,9052472(5)       | Stable                       | Stable                     | Stable          | 0+             |
| 138mBa               | 2090,54(6) keV       | 2090,54(6) keV       | 2090,54(6) keV       | 800(100) ns                  |                            |                 | 6+             |
| 139Ba                | 56                   | 83                   | 138,9088413(5)       | 83,06(28) min                | β−                         | 139La           | 7/2−           |
| 140Ba                | 56                   | 84                   | 139,910605(9)        | 12,752(3) j                  | β−                         | 140La           | 0+             |
| 141Ba                | 56                   | 85                   | 140,914411(9)        | 18,27(7) min                 | β−                         | 141La           | 3/2−           |
| 142Ba                | 56                   | 86                   | 141,916453(7)        | 10,6(2) min                  | β−                         | 142La           | 0+             |
| 143Ba                | 56                   | 87                   | 142,920627(14)       | 14,5(3) s                    | β−                         | 143La           | 5/2−           |
| 144Ba                | 56                   | 88                   | 143,922953(14)       | 11,5(2) s                    | β−                         | 144La           | 0+             |
| 145Ba                | 56                   | 89                   | 144,92763(8)         | 4,31(16) s                   | β−                         | 145La           | 5/2−           |
| 146Ba                | 56                   | 90                   | 145,93022(8)         | 2,22(7) s                    | β− (99,98 %)               | 146La           | 0+             |
| 146Ba                | 56                   | 90                   | 145,93022(8)         | 2,22(7) s                    | β−, n (0,02 %)             | 145La           | 0+             |
| 147Ba                | 56                   | 91                   | 146,93495(22)#       | 0,893(1) s                   | β− (99,94 %)               | 147La           | (3/2+)         |
| 147Ba                | 56                   | 91                   | 146,93495(22)#       | 0,893(1) s                   | β−, n (0,06 %)             | 146La           | (3/2+)         |
| 148Ba                | 56                   | 92                   | 147,93772(9)         | 0,612(17) s                  | β− (99,6 %)                | 148La           | 0+             |
| 148Ba                | 56                   | 92                   | 147,93772(9)         | 0,612(17) s                  | β−, n (0,4 %)              | 147La           | 0+             |
| 149Ba                | 56                   | 93                   | 148,94258(21)#       | 344(7) ms                    | β− (99,57 %)               | 149La           | 3/2−#          |
| 149Ba                | 56                   | 93                   | 148,94258(21)#       | 344(7) ms                    | β−, n (0,43 %)             | 148La           | 3/2−#          |
| 150Ba                | 56                   | 94                   | 149,94568(43)#       | 300 ms                       | β−                         | 150La           | 0+             |
| 150Ba                | 56                   | 94                   | 149,94568(43)#       | 300 ms                       | β−, n (rare)               | 149La           | 0+             |
| 151Ba                | 56                   | 95                   | 150,95081(43)#       | 200# ms [>300 ns]            | β−                         | 151La           | 3/2−#          |
| 152Ba                | 56                   | 96                   | 151,95427(54)#       | 100# ms                      | β−                         | 152La           | 0+             |
| 153Ba                | 56                   | 97                   | 152,95961(86)#       | 80# ms                       | β−                         | 153La           | 5/2−#          |

1. ↑  Abréviations :
CE : capture électronique ;
TI : transition isomérique ;
DC : désintégration par émission de cluster.
2. ↑  Isotopes stables en gras.
3. ↑  Désintégration par émission de clusters prédite mais jamais observée.
4. ↑  Radioisotope primordial.
5. ↑  Suspecté de se désintégrer par β+β+ en 132Xe avec une demi-vie supérieure à 300 × 1018 années.
6. 1 2 3 4 5  Théoriquement capable de fission spontanée.
7. 1 2 3 4 5 6 7  Produit de fission.

### Remarques
- Il existe des échantillons géologiques exceptionnels dont la composition isotopique est en dehors de l'échelle donnée. L'incertitude sur la masse atomique de tels échantillons peut excéder les valeurs données.
- Les valeurs marquées # ne sont pas purement dérivées des données expérimentales, mais aussi au moins en partie à partir des tendances systématiques. Les spins avec des arguments d'affectation faibles sont entre parenthèses.
- Les incertitudes sont données de façon concise entre parenthèses après la décimale correspondante. Les valeurs d'incertitude dénotent un écart-type, à l'exception de la composition isotopique et de la masse atomique standard de l'IUPAC qui utilisent des incertitudes élargies[3].